# Arquipélago
Arquipélago (Arxipèlag) és un llibre de poesia de Cap Verd escrit per Jorge Barbosa en 1935. Va ser publicat en ICL; posteriorment seria publicat a Claridade. Va obrir les portes a la literatura moderna de Cap Verd i després va demostrar un canvi complet en la retòrica i la poesia temàtica a Cap Verd; va formar un dels elements que van conduir a la creació de la revista "Claridade" un any després de la publicació del llibre. A més de Claridade, Baltazar Lopes participà amb Manuel Lopes i Jorge Barbosa com a membres fundadors de la revista i el nom va ser el moviment en els seus principals activistes.
La història s'estableix en diferents parts de l'arxipèlag de Cap Verd, que en aquella època era de mans colonials. El llibre presenta alguns poemes.